# Castell d'Ultrera
El Castell d'Ultrera (alguns autors escriuen, erròniament, Castell d'Oltrera) és una fortificació situada a la zona sud-oest del terme d'Argelers, a ran del límit amb el terme veí de Sureda.
És al cim d'un esperó rocós escarpat del massís de l'Albera, a la Catalunya del Nord. És situat dins del municipi d'Argelers, però és històricament lligat també a la comuna de Sureda.

## Etimologia
El nom d'Ultrera ve del llatí Castrum Vulturarium, és a dir el castell dels voltors. Aquest nom reflecteix l'accés difícil del lloc. Jaubert de Reard assenyala que Ultrera fou un vertader lloc de voltors, en sentit propi i en el figurat.

## Història
El castell d'Ultrera s'aixeca sobre un esperó rocós àrid que vigila tota la plana del Rosselló, així com les gorges de la Vall de Montbran. Fa part d'un conjunt de fortificacions (amb la Torre de la Maçana i l'antic Castell de Montbran, situat per damunt del veïnat de la Vall de Montbran) destinades a defensar i vigilar el pas natural entre el Rosselló i l'Empordà. Aquest punt altament estratègic fou fortificat pels romans, probablement durant la conquesta de la península Ibèrica, però el castell no és mencionat en cap escrit romà conegut fins aquest dia. Tanmateix un erudit perpinyanès, Julià Bernat Alart, al segle xix suposà que la construcció remuntaria a l'època de la Guerra de Sertori, Gneu Pompeu Magne i Juli Cèsar (82 - 47 aC) que es disputaren la possessió del Rosselló en nombroses ocasions.
Es menciona per la primera vegada en un text històric l'any 673, per Sant Julià, arquebisbe de Toledo, que relata la presa d'Ultrera pel rei visigot Vamba als partidaris del duc Pau, l'un dels seus tinents infidels que s'hi havia proclamat rei de Septimània.
Durant l'edat mitjana el castell fou lligat a la senyoria de Sureda. Els senyors de Sureda eren qualificats com a Senyors de Sureda i Ultrera, residiren al castell d'Ultrera fins a la construcció d'una residència senyorial en el vilatge.
Cap a l'any 1000 es construeix una capella en el castell (la capella de Santa Maria) (d'estil romànic), dedicada a la Mare de Déu, que esdevingué des de llavors un lloc de pelegrinatge. Semblaria que entre el segle xv i XVI l'ermità fou l'únic que va ocupar el lloc, abandonat el castell per la guarnició.
Al curs de les freqüents guerres entre França i Castella, al segle xvii el castell reprengué un cert paper militar, un paper de curta durada, perquè després del Tractat dels Pirineus (1659), que cedí el Rosselló a França, a fi d'evitar qualsevol acte de resistència procastellana, la senyora de Sureda Joana de Vilaplana feu destruir el 1675 el castell, i demanà que es destruís la capella i que el mobiliari li fos aportat. Poc de temps després el germà de Joana, Francesc, canonge a Elna, feu bastir l'ermitatge de Nostra Senyora del Castell, tornant a emprar la major part dels elements de l'antiga capella, amb el portal de marbre blanc amb vetes blaves, les campanes i, de ben segur, la Marededéu. El retaule i la Mare de Déu que s'utilitzen a l'aplec són tots dos classificats com a Monuments Històrics.

## Arquitectura
Resten molt poques coses del castell romà; la majoria de l'edifici data de l'època dels visigots (segles vi i vii). Tanmateix se suposava que era obra dels romans tot el mur de tancament del sud-oest, però prospeccions més tardanes no ho han pogut certificar del tot. Més aviat la hipòtesi desenvolupada després de les excavacions del 1993 és que el castell romà era en un emplaçament diferent, a uns 300 metres, en un nivell inferior, on sí que hi ha restes de construccions romanes i visigòtiques. El castell d'Ultrera seria, així doncs, majoritàriament dels segles xiii i xiv, a partir de la construcció inicial de finals del segle X i durant l'XI, en haver abandonat el castell original abans esmentat.
Es tracta d'un castell que fou arrasat a posta al segle xvii. Les seves restes ocupen la part superior de les roques d'Ultrera. El que queda del recinte principal, o subirà, és en els planells més elevats, i la resta en els més immediats. El recinte murat resseguia la roca, per la qual cosa presenta una planta irregular, en alguns llocs realment encinglerada. La capella de Santa Maria és a l'extrem sud-est del recinte, integrada en el clos murat.

### Les campanyes arqueològiques
El Castell d'Ultrera ha estat visitat diverses vegades pels arqueòlegs. La primera prospecció coneguda data del 1867, i fou feta per Julià Bernat Alart, ja esmentat, que fou l'autor de referència fins ben recentment. El 1987 fou Georges Castellví qui hi intervingué, mentre que el 1993 l'equip que hi feu la recerca anava encapçalat per André Constant. El 2000 fou Jérôme Kotarba qui intervingué en el possible emplaçament anterior abans esmentat. En el decurs d'aquestes excavacions hi fou trobada mostres de ceràmica de pedra serpentina.

## La Mare de Déu Vella
La capella que tanca el castell, Santa Maria del Castell d'Ultrera, sovint es qualifica de Mare de Déu Vella, perquè fou l'antic santuari dedicat a la Mare de Déu, santuari que es troba avui a ponent de les ruïnes del castell, ja dins del terme de Sureda.

## Goigs dedicats a la Mare de Déu del Castell
Els cantaven les mares de família per a demanar l'empara de la Verge durant el part.
- Vostres goigs, clar espill bell,
- cantarem-vos, protectora;
- no ens desempareu, Senyora,
- Mare de Déu del Castell.

- Als que a Vós s'encomanen,
- Senyora, no els olvidau,
- i a les dones que us reclamen
- en lo part les ajudau.
- Puix estau alt en lo cel
- siau nostra defensora,
- no ens desempareu, Senyora,
- Mare de Déu del Castell.

## Escalada al Castell d'Ultrera
A més del turisme cultural, el lloc és un quer o roca d'escalada molt preat pels escaladors locals. Si fa no fa, cinquanta vies s'han equipat i són d'accés lliure. Es coneix també com a lloc de senderisme i de gaudi de la naturalesa. Hi ha també una pista d'enlairament d'ala de pendent.